# گورستان ابنی پارک
گورستان ابنی پارک (انگلیسی: Abney Park Cemetery) یکی از هفت گورستان بزرگ لندن، انگلستان است.
این گورستان که در سال ۱۸۴۰ تأسیس شده ۱۲٫۵۳ هکتار وسعت دارد و در منطقه هکنی لندن واقع شده‌است. تا سال ۲۰۰۰ میلادی ۱۹۶٬۸۴۳ خاک‌سپاری در گورستان ابنی پارک انجام شده‌است.

## نگارخانه

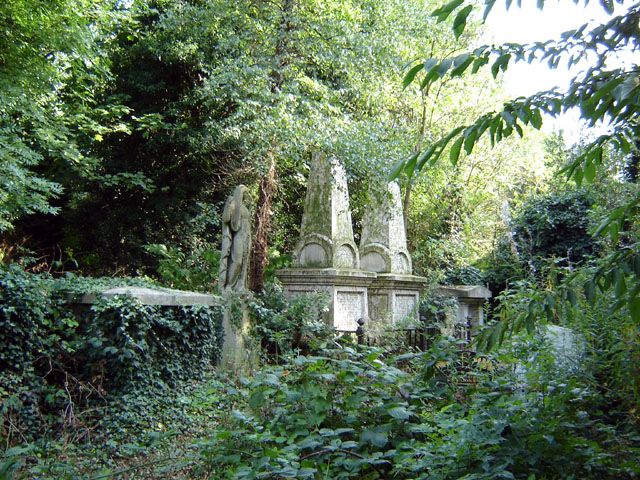
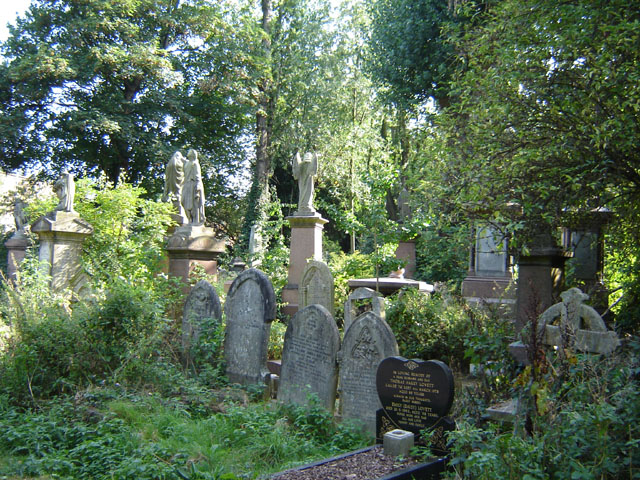
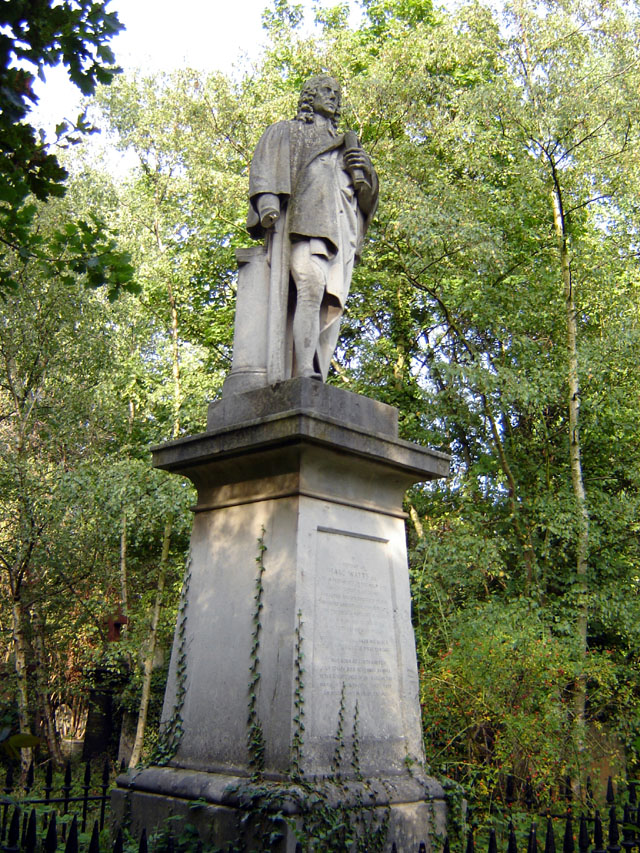
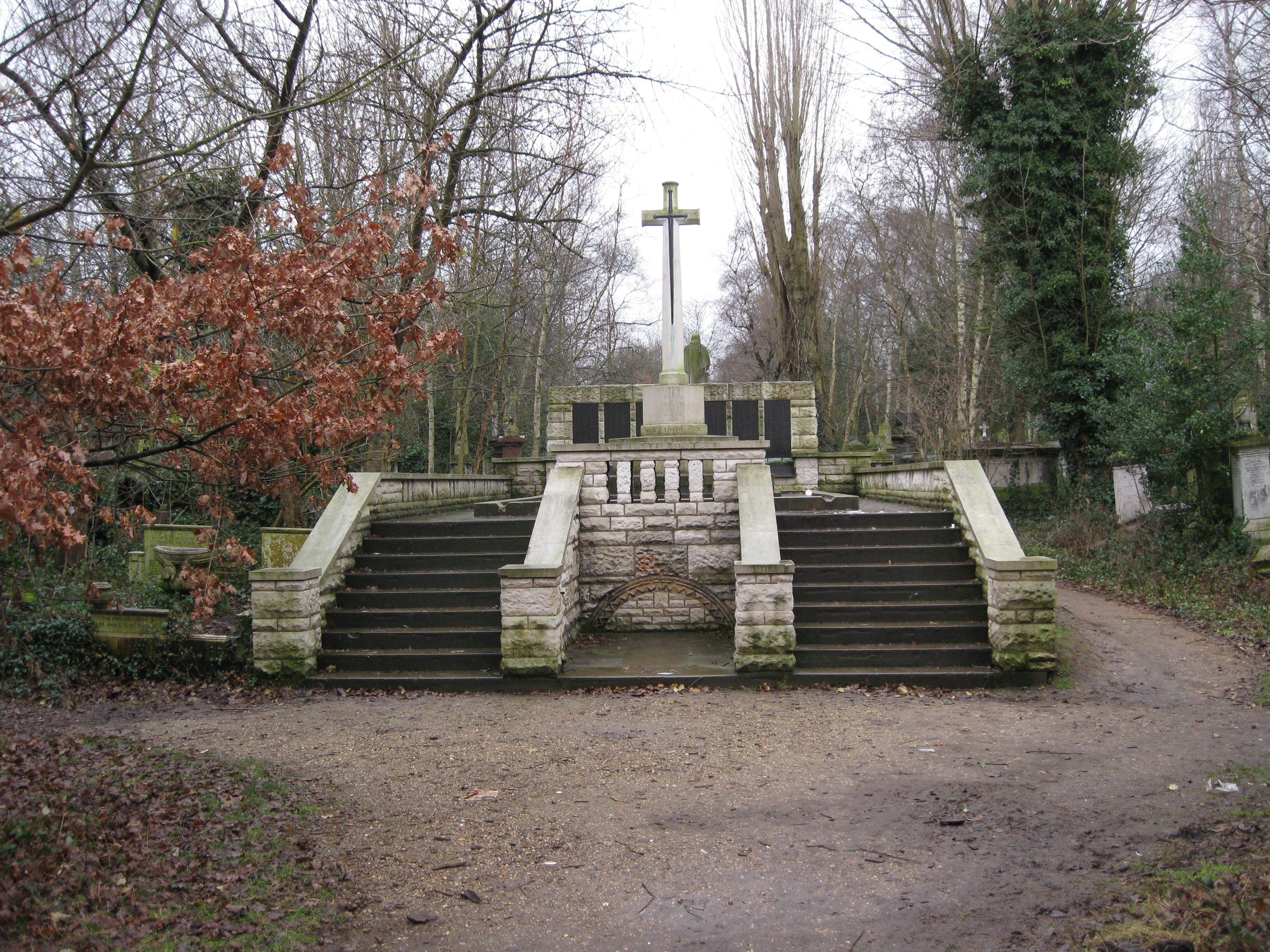
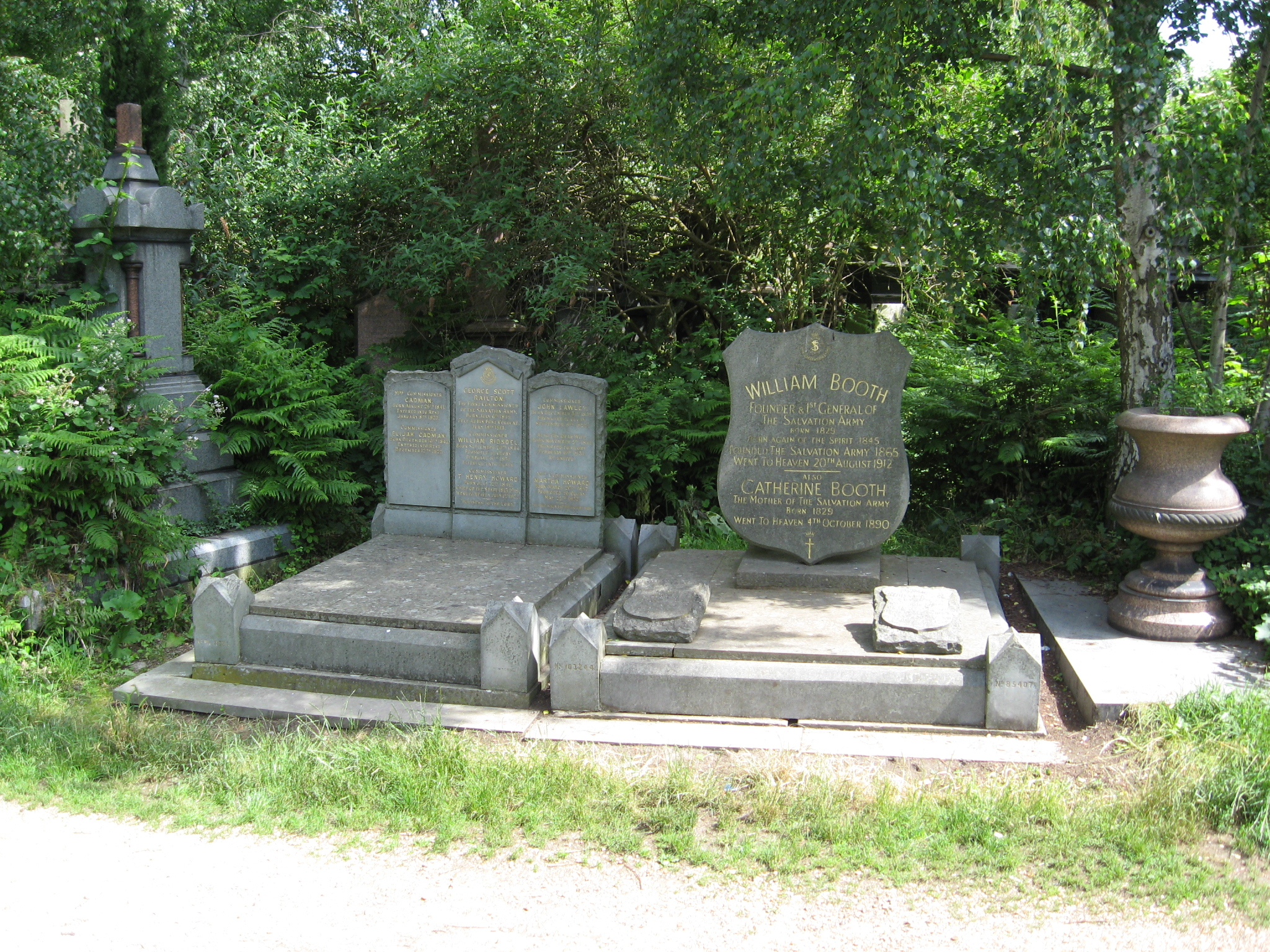
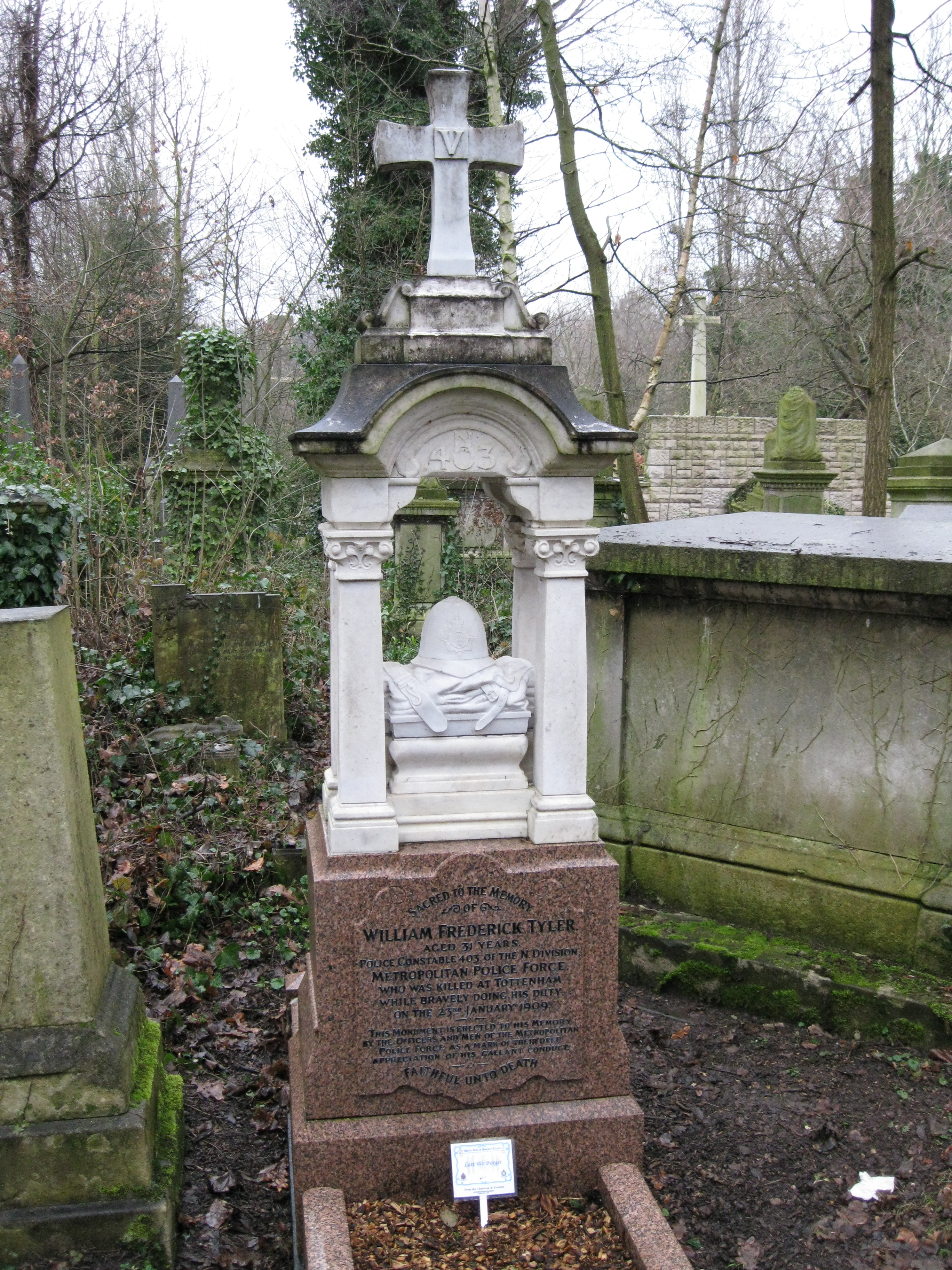
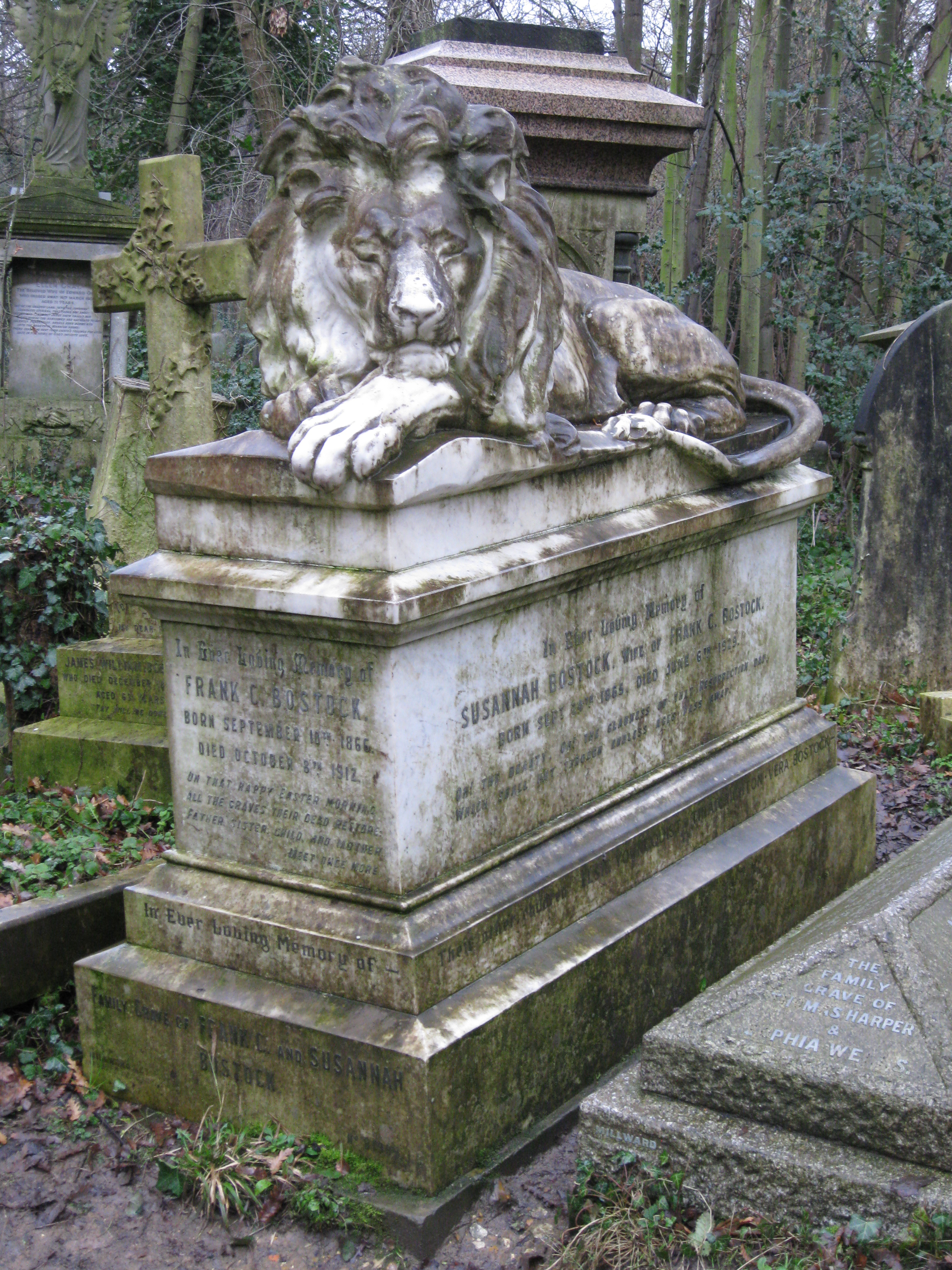
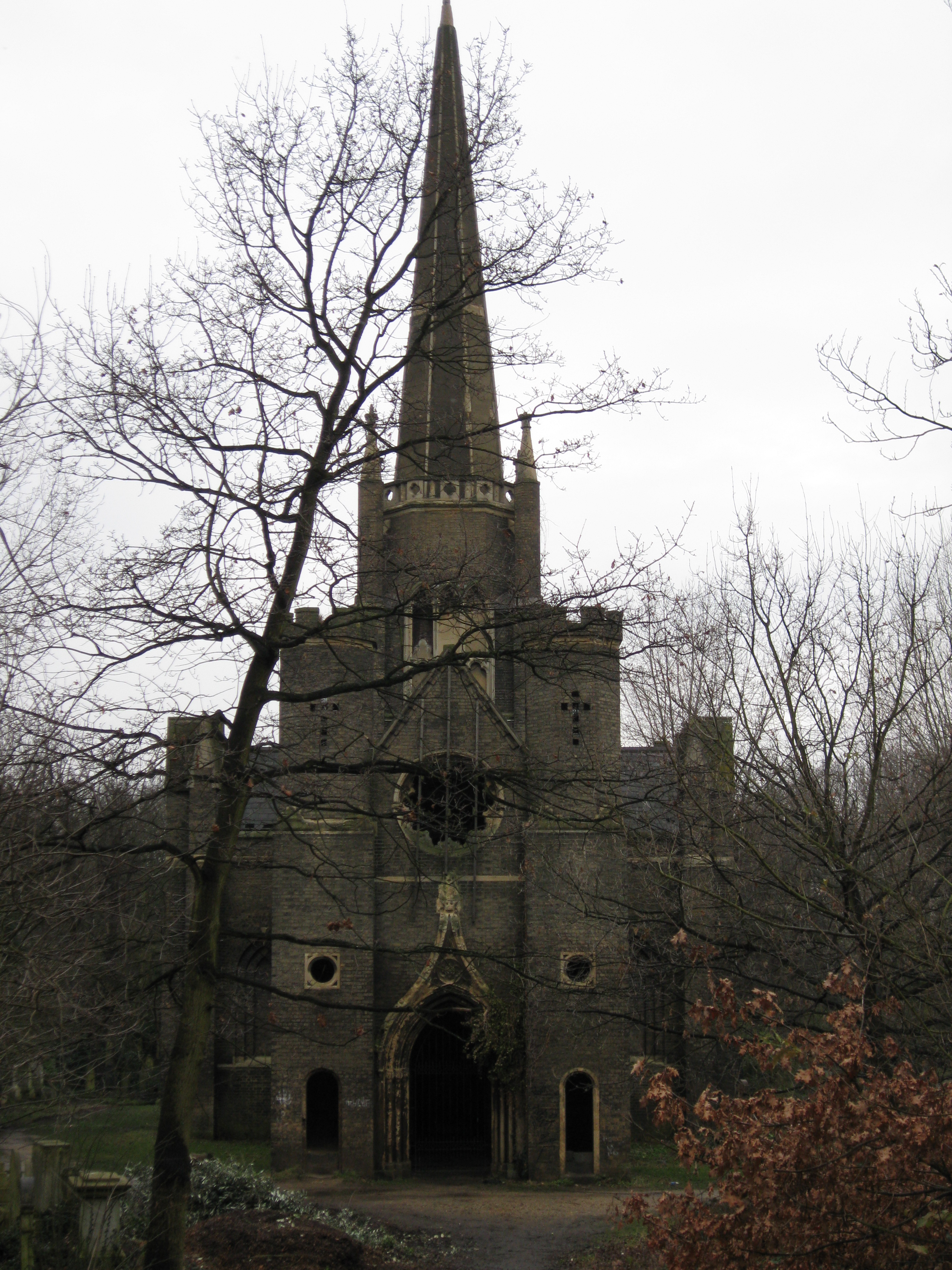